# Megaphorus guildiana
Megaphorus guildiana är en tvåvingeart som först beskrevs av Samuel Wendell Williston  1885.  Megaphorus guildiana ingår i släktet Megaphorus och familjen rovflugor. Inga underarter finns listade i Catalogue of Life.